# Omega2 Aquarii
Omega2 Aquarii (HD 222661) è un sistema stellare di magnitudine 4,48 situata nella costellazione dell'Aquario. Dista 148 anni luce dal sistema solare.

## Osservazione
Si tratta di una stella situata nell'emisfero celeste australe; grazie alla sua posizione non fortemente australe, può essere osservata dalla gran parte delle regioni della Terra, sebbene gli osservatori dell'emisfero sud siano più avvantaggiati. Nei pressi dell'Antartide appare circumpolare, mentre resta sempre invisibile solo in prossimità del circolo polare artico. La sua magnitudine pari a 4,5 fa sì che possa essere scorta solo con un cielo sufficientemente libero dagli effetti dell'inquinamento luminoso.
Il periodo migliore per la sua osservazione nel cielo serale ricade nei mesi compresi fra fine agosto e dicembre; da entrambi gli emisferi il periodo di visibilità rimane indicativamente lo stesso, grazie alla posizione della stella non lontana dall'equatore celeste.

## Caratteristiche fisiche
La natura di Omega2 Aquarii dovrebbe essere quello di una stella tripla: una compagna, di natura sconosciuta, le ruota attorno su un'orbita stretta, inoltre sembra legata gravitazionalmente a una stella distante 5,7 secondi d'arco di decima magnitudine, probabilmente una nana arancione di classe K7Ve.
La più brillante del sistema è una stella bianco-azzurra di sequenza principale, con caratteristiche non troppo dissimili, ad esempio, alla nota Vega (di classe A0).